# Várad
Várad è un comune dell'Ungheria di 109 abitanti (dati 2008) situato nella contea di Baranya, regione Transdanubio Meridionale